# On l'appelait Ruby
On l'appelait Ruby è un film televisivo del 2017, diretto da Laurent Tuel.

## Trama
Il ritrovamento del corpo di un'adolescente fa vivere un piccolo villaggio dei Paesi Baschi sotto shock.

## Produzione
Le riprese del film sono state effettuate a Hasparren, nel dipartimento dei Pirenei Atlantici.